# آلتو رامیرز
آلتو رامیرز (به اسپانیایی: Alto Ramírez) یک منطقهٔ مسکونی در شیلی است که در پیچیلمو واقع شده‌است.